# Franz Solar
Franz Solar (ur. 1882) – austriacki zapaśnik walczący w stylu klasycznym i lekkoatleta. 
Zajął piąte miejsce na Olimpiadzie Letniej 1906 w turnieju zapaśniczym w wadze średniej. Czwarty w przeciąganiu liny i 24. w pięcioboju. Wicemistrz Europy w 1907. Trzeci na mistrzostwach Europy Środkowej w 1906 roku.

## Olimpiada Letnia 1906
| Konkurencja          | Rundy eliminacyjne               | Rundy eliminacyjne       | Klas. końcowa |
| Konkurencja          | Przeciwnik I                     | Przeciwnik II            | Miejsce       |
| -------------------- | -------------------------------- | ------------------------ | ------------- |
| 85 kg styl klasyczny | Themistoklis Palaiologos (GRE) Z | Rudolf Lindmayer (AUT) P | 5.            |